# David Warbeck
David Warbeck (* 17. November 1941 in Christchurch; † 23. Juli 1997 in London; eigentlich David Mitchell) war ein neuseeländischer Schauspieler und Model. Bekanntheit erlangte er ab den 1970er Jahren als Hauptdarsteller von diversen europäischen Low-Budget-Filmen.

## Leben
David Warbeck wurde 1941 in Neuseeland als David Mitchell geboren. Seine Familie war schottischer Abstammung. Nach dem Schulbesuch in seiner Heimatstadt und in Invercargill schlug er eine Ausbildung als Kunstlehrer ein. Parallel dazu begann er sich für die Schauspielerei zu begeistern und mit einer kleinen professionellen Theatertruppe in Schulen aufzutreten. Warbeck gelangte in der Folge an ein Schauspielstipendium des New Zealand Arts Council, das ihn 1965 an die Londoner Royal Academy of Dramatic Art (RADA) führte. Er besuchte nur kurzzeitig die renommierte Schauspielschule, an der so bekannte Akteure wie Richard Attenborough, Vivien Leigh oder Anthony Hopkins gelernt hatten; laut eigenem Bekunden aufgrund seines schlechten sexuellen Betragens. Stattdessen begann er sich seinen Lebensunterhalt als Fotomodell zu verdienen. Ende der 1960er Jahre erhielt Warbeck erste Engagements in britischen Fernsehserien und trat im englischen Repertoire-Theater in Erscheinung.
1969 erhielt Warbeck die Hauptrolle als Robin Hood in dem britischen Streifen Wolfshead von John Hough. Der Regisseur vertraute dem Neuseeländer zwei Jahre später eine kleine Rolle in dem Hammer-Horrorfilm Draculas Hexenjagd (1971) an. Im selben Jahr bekleidete der Schauspieler eine Nebenrolle in Sergio Leones Todesmelodie (1971) an der Seite von James Coburn. Es folgten Hauptrollen in Martin Campbells Erwachsenenkomödie The Sex Thief und Russ Meyers Sexploitationsfilm Black Snake (beide 1973), ehe Warbeck zum Ende der 1970er Jahre hin durch einen italienischen Agenten Rollen in italienischen Filmproduktionen erhielt.
Seine erste Hauptrolle folgte 1980 mit Antonio Margheritis Jäger der Apokalypse, in dem er einen amerikanischen Offizier spielt, der den Auftrag erhält, einen Vietkongsender, der die Moral der US-Truppen untergräbt, zu zerstören. Daraufhin erlangte er Kultstatus durch mehr als 30 weitere italienische Billigproduktionen, meist Abenteuer- oder Horrorfilme, in denen er satanische Opfer (Über dem Jenseits, 1981), Geheimagenten (Fluch des verborgenen Schatzes, 1982), Waffenhändler (Höllenkommando zur Ewigkeit, 1982), Meisterdiebe (Die Überlebenden der Totenstadt, 1983) oder den skrupellosen Mitgiftjäger (Das Haus der Verfluchten, 1985) gab. Oft spielte er unter der Regie von Lucio Fulci und Antonio Margheriti.
Seine Filmkarriere trug nicht viel zum Lebensunterhalt bei. Für jeden italienischen Streifen erhielt Warbeck laut eigenen Angaben etwa 4000 Pfund, später arbeitete er für viele junge Filmemacher auch unentgeltlich. Sehr viel mehr verdiente er in den 1970er und 1980er Jahren als weltweit agierendes Model. Bis zu 300.000 Pfund konnte Warbeck für ein paar Fernsehwerbespots verlangen. Sein gutes Aussehen machte ihn auch zum potentiellen James-Bond-Nachfolger von Sean Connery und Roger Moore. Den Zuschlag als Geheimagent erhielt der Neuseeländer letztendlich jedoch nicht.
David Warbeck lebte in London, wo er ein von Giles Gilbert Scott erbautes neugotisches Haus, The Convent genannt, bewohnte, das er mehr als zwei Jahrzehnte lang selbst restaurierte. Von 1965 bis zu seinem Tod war er mit Lois Shephard verheiratet, von der er in seinen letzten Lebensjahren getrennt lebte. Aus der Verbindung entstammte eine Tochter. Warbeck starb 1997 im Alter von 55 Jahren an Krebs.
In dem im Jahr 2000 gedrehten Film „The Dead hate the Living“ wird kurz auf Warbeck Bezug genommen, in dem der Regisseur den Schauspieler als Ikone des Low Budget-Zombiefilms darstellt.

## Filmografie (Auswahl)
- 1969: Wolfshead: The Legend of Robin Hood
- 1970: Das Ungeheuer (Trog)
- 1970: Inzest (My Lover My Son)
- 1971: Draculas Hexenjagd (Twins of Evil)
- 1971: Todesmelodie (Giù la testa)
- 1973: The Sex Thief
- 1973: Black Snake (Blacksnake!… The Whip!)
- 1974: Dämon des Grauens (Craze)
- 1976: Panik (Bakterion)
- 1980: Jäger der Apokalypse (L’ultimo cacciatore)
- 1981: Black Cat (Gatto nero)
- 1981: Über dem Jenseits (L’aldilà)
- 1982: Fluch des verborgenen Schatzes (I cacciatori del cobra d'oro)
- 1982: Höllenkommando zur Ewigkeit (Fuga dall’archipelago maledetto)
- 1983: Die Überlebenden der Totenstadt (I sopravvissuti della città morta)
- 1985: Miami Golem (Miami Golem)
- 1985: Das Haus der Verfluchten (7, Hyden Park: la casa maledetta)
- 1987: Der Schatz im All (L’isola del tesoro) (Fernseh-Miniserie)
- 1988: Ratman (Quella villa in fondo al parco)
- 1988: Domino sucht die Liebe
- 1990: Arizona Road (Il ragazzo delle mani d’acciaio)
- 1993: Attrazione pericolosa
- 1995: Karate Warrior 4 (Il ragazzo dal kimono d’oro 4)
- 1996: Fatal Frames (Fatal Frames – Fotogrammi mortali)
- 1997: Sudden Fury
- 1998: Razor Blade Smile